# Золотий глобус (1-ша церемонія вручення)
1-ша церемонія вручення нагород премії «Золотий глобус»

Січень 1944 року
Найкращий фільм (драма): 

Пісня Бернадетт
 >> Церемонії вручення 2-га >
1-ша церемонія вручення нагород премії «Золотий глобус» за заслуги в галузі кінематографу за 1943 рік відбулася в кінці січня 1944. Церемонія була проведена в Лос-Анджелесі, Каліфорнія у студії кінокоманії 20th Century Fox. Нагороди були представлені у формі сувоїв. 

## Переможці
- Найкраща чоловіча роль: 
  - Пол Лукас — Дозор на Рейні
- Найкраща жіноча роль: 
  - Дженніфер Джонс — Пісня Бернадетт
- Найкращий режисер: 
  - Генрі Кінг  — Пісня Бернадетт
- Найкращий фільм: 
  - Пісня Бернадетт
- Найкраща чоловіча роль другого плану: 
  - Акім Таміров — По кому подзвін
- Найкраща жіноча роль другого плану: 
  - Катіна Паксіно — По кому подзвін